# Route nationale 53 (Luxemburg)
Die Route nationale 53 oder N 53 ist eine luxemburgische Nationalstraße, die auf dem Territorium der Stadt Luxemburg beginnt und endet.

## Aktueller Verlauf (Stand September 2023)
Der Anfang der N53 liegt auf Höhe des Bockfelsens mit den Drei Türmen im Stadtteil Pfaffenthal und verläuft dann über den Bvd. Jean-Ulveling bis an den Eicher Berg mit der Kreuzung zwischen Bvd. Royal und dem Ausgang des Tunnel René-Konen (N ) im Stadtteil Oberstadt.
Danach mündet die N53 in die N  und ist somit nach 350 m Gesamtlänge zu Ende.

## Seitenast N53A
Die N53a war ein ungefähr 230 Meter langer Ast der N53, der die Trasse der Cote d’Eich zwischen dem damaligen Verlauf des Bvd. Jean Ulveling und der Grand Rue nutzte.
Dieser ehemalige Ast wurde per Gesetz vom 15. Dezember 2021 zur Gemeindestraße herabgestuft.

## Historische Entwicklung der N53
Die N53 ist aus einer Umwidmung der früheren CR 219 in eine Nationalstraße entstanden.